# لویی آراگون
لویی آراگون (به فرانسوی: Louis Aragon) رمان‌نویس و شاعر سوررئالیست اهل فرانسه بود. او به همراه آندره برتون از بنیان‌گذاران مکتب ادبی سوررئالیسم بود.

## زندگی
لویی آندریو، معروف به لویی آراگون، در ۳ اکتبر ۱۸۹۷ در پاریس متولد شد. پدرش که از صاحب‌منصبان عالی‌رتبه جمهوری سوم فرانسه بود، پسر خود را به فرزندی نپذیرفت و او با مادر و مادربزرگش بزرگ شد.
وی در ۱۹۱۶ به دانشکده پزشکی رفت، اما سه سال بعد به سربازی فراخوانده شد و همان‌جا بود که آشنایی‌اش با دانشجوی دیگری به نام آندره برتون مقدمه‌ای شد تا بعدها نهضت سوررئالیسم را با هم پایه‌گذاری کنند.
آراگون در میانهٔ دههٔ ۱۹۲۰ از پزشکی دست کشید و در ۱۹۳۰ به کنگرهٔ نویسندگان انقلابی مسکو رفت. در اتحاد جماهیر شوروی، سوررئالیسم محکوم شد و آراگون هم هیچ مخالفتی با این محکومیت نکرد. این رفتار او رنجش برتون را به دنبال داشت و موجب اختلاف آن دو شد.
این شاعر در اوایل دههٔ ۳۰ با الزا تریوله خواهر زن مایاکوفسکی، نویسندهٔ روس، ازدواج کرد و از این زمان به بعد، تقریباً تمام اشعار او دربارهٔ همسرش سروده شده‌است. آراگون در ۱۹۳۱ رسماً پیوند خود را با سوررئالیسم قطع کرد و به فعالیت‌های سیاسی و اجتماعی پرداخت.

## کمون
لوئی آراگون علاوه بر روزنامه‌نگاری برای مجله‌ L'Humanité، به همراه پل نیزان، سردبیر مجله Commune (کمون) شد که توسط انجمن Écrivains et Artistes Révolutionnaires (انجمن نویسندگان و هنرمندان انقلابی) منتشر می‌شد. روشنفکران و هنرمندانی که در جبهه‌ای مشترک علیه فاشیسم کنار یکدیگر جمع شده بودند. آراگون در ژانویه 1937 به همراه آندره ژید، رومن رولان و پل ویلانت کوتوریر به عضویت کمیته کارگردانی مجله کمون درآمد. سپس این مجله نام "بررسی ادبی فرانسوی برای دفاع از فرهنگ" (revue littéraire française pour la défense de la Culture) را گرفت. با کناره گیری ژید در اوت 1937، مرگ Vaillant-Couturier در پاییز 1937 و پیری رومن رولان، آراگون کارگردان مؤثر آن شد. در دسامبر 1938، او نویسنده جوان ژاک دکور را به عنوان سردبیر خواند. مجله کمون به شدت در بسیج روشنفکران فرانسوی به نفع جمهوری اسپانیا درگیر بود.

## درون‌مایه آثار
درون‌مایه اصلی آثار لویی آراگون را می‌توان عشق و میهن‌پرستی عنوان کرد. او در اشعارش بارها عشق خود به الزا و فرانسه را توامان بیان کرده‌است. همچنین اشاره به عناصر طبیعت در اشعار او به فراوانی دیده می‌شود.

## مرگ
وی در ۲۳ دسامبر ۱۹۸۲ در سن ۸۵ سالگی، درگذشت.